# Élections municipales de 1908 dans la Somme
Les élections municipales ont eu lieu les 3 et 10 mai 1908.dans la Somme.

## Maires sortants et maires élus
Les maires élus à la suite des élections municipales dans les communes de plus de 2 000 habitants :
| Commune                | Population | Maire sortant       | Parti | Parti | Maire élu           | Parti | Parti |
| ---------------------- | ---------- | ------------------- | ----- | ----- | ------------------- | ----- | ----- |
| Abbeville              | 20 704     | Charles Bignon      |       | ARD   | Charles Bignon      |       | ARD   |
| Ailly-sur-Somme        | 2 101      | Eugène Lavoine      |       | ARD   | Eugène Lavoine      |       | ARD   |
| Albert                 | 7 046      | Charles Lomont      |       | PRRRS | Charles Lomont      |       | PRRRS |
| Amiens                 | 90 920     | Alphonse Fiquet     |       | PRRRS | Albert Catoire      |       | FR    |
| Beauval                | 2 979      | Léon Babeur *       |       | ARD   | Alexandre Deneux    |       | ARD   |
| Cayeux-sur-Mer         | 3 659      | Charles Belin       |       | ALP   | Anatole Mopin       |       | PRRRS |
| Corbie                 | 4 424      | Eugène Boré         |       | ARD   | Eugène Boré         |       | ARD   |
| Le Crotoy              | 2 562      | Émile Vasseur       |       | ARD   | Émile Vasseur       |       | ARD   |
| Doullens               | 5 927      | Albert Rousé        |       | RI    | Albert Rousé        |       | RI    |
| Flixecourt             | 3 454      | Bélisaire Polet     |       | PRRRS | Charles Catel       |       | ARD   |
| Friville-Escarbotin    | 3 123      | Hubert Acoulon      |       | ARD   | Hubert Acoulon      |       | ARD   |
| Gamaches               | 2 246      | Ernest Baille       |       | FR    | Ernest Baille       |       | FR    |
| Ham                    | 3 233      | Eugène Mahot        |       | PRRRS | Eugène Mahot        |       | PRRRS |
| Montdidier             | 4 443      | Adolphe Havart      |       | PRRRS | Adolphe Havart      |       | PRRRS |
| Moreuil                | 2 915      | Victor Gaillard     |       | PRRRS | Victor Gaillard     |       | PRRRS |
| Nesle                  | 2 602      | Hector Lamotte      |       | ARD   | Hector Lamotte      |       | ARD   |
| Pont-Rémy              | 2 133      | Ernest Tirmont      |       | PRRRS | Ernest Tirmont      |       | PRRRS |
| Péronne                | 4 525      | Raimond Colombier   |       | FR    | Charles Boulanger   |       | PRRRS |
| Rosières-en-Santerre   | 2 399      | Jules Thiébaud      |       | PRRRS | Jules Thiébaud      |       | PRRRS |
| Roye                   | 4 381      | Élie Vasseur        |       | ARD   | Élie Vasseur        |       | ARD   |
| Rue                    | 2 938      | Edgard Franqueville |       | ARD   | Edgard Franqueville |       | ARD   |
| Saint-Ouen             | 3 402      | Eugène Sévin *      |       | PRRRS | Léon Boitelle       |       | PRRRS |
| Saint-Valery-sur-Somme | 3 656      | Louis Delattre      |       | PRRRS | Louis Delattre      |       | PRRRS |
| Vignacourt             | 2 385      | Achille Lefebvre    |       | PRRRS | Achille Lefebvre    |       | PRRRS |
| Villers-Bretonneux     | 4 636      | Henri Outrequin     |       | ARD   | Henri Outrequin     |       | ARD   |
| * Ne se représente pas |            |                     |       |       |                     |       |       |

### Résultats en nombre de mairies
| Partis       | Partis                                          | Maires sortants | Maires élus | Évolution     |
| ------------ | ----------------------------------------------- | --------------- | ----------- | ------------- |
|              | Parti républicain radical et radical-socialiste | 11              | 11          | en stagnation |
|              | Alliance républicaine démocratique              | 10              | 11          | 1             |
|              | Radicaux indépendants                           | 1               | 1           | en stagnation |
| Total centre | Total centre                                    | 21              | 22          | 1             |
|              | Fédération républicaine                         | 2               | 2           | en stagnation |
|              | Action libérale populaire                       | 1               | /           | 1             |
| Total droite | Total droite                                    | 3               | 2           | 1             |
| Total        | Total                                           | 25              | 25          |               |

## Résultats
L'élection des conseillers municipaux étant au scrutin majoritaire plurinominal sous la IIIe République, les résultats indiqués ci-dessous représentent le nombre moyen de voix par liste,.

### Amiens
Maire sortant : Alphonse Fiquet (PRRRS) depuis 1903.
36 sièges à pourvoir
| Tête de liste                               | Tête de liste          | Liste            | Premier tour | Premier tour | Second tour | Second tour | Sièges |  |
| Tête de liste                               | Tête de liste          | Liste            | Voix         | %            | Voix        | %           | CM     |  |
| ------------------------------------------- | ---------------------- | ---------------- | ------------ | ------------ | ----------- | ----------- | ------ |  |
|                                             | Alphonse Fiquet *      | PRRRS - ARD      | 5 496        | 31,00        | 5 844       | 31,81       | 6      |  |
| Liste d'Entente républicaine                |                        |                  | 5 496        | 31,00        | 5 844       | 31,81       | 6      |  |
|                                             | Albert Catoire         | FR - ALP         | 5 342        | 30,14        | 6 334       | 34,48       | 28     |  |
| Liste républicaine progressiste et libérale |                        |                  | 5 342        | 30,14        | 6 334       | 34,48       | 28     |  |
|                                             | Lucien Lecointe        | SFIO             | 4 395        | 24,79        | 5 491       | 29,89       | 2      |  |
| Liste ouvrière (Parti socialiste) ¹         |                        |                  | 4 395        | 24,79        | 5 491       | 29,89       | 2      |  |
|                                             | Charles Abel-Raoult    | PRRRS diss.      | 1 010        | 5,70         | 5 491       | 29,89       | 2      |  |
| Liste radicale et radicale-socialiste ¹     |                        |                  | 1 010        | 5,70         | 5 491       | 29,89       | 2      |  |
|                                             | Émile-Louis Gouverneur | RI               | 363          | 2,05         |             |             |        |  |
| Liste du Cercle radical                     |                        |                  | 363          | 2,05         |             |             |        |  |
|                                             | Paul Hévin             | EXG              | 180          | 1,02         |             |             |        |  |
| Liste socialiste-révolutionnaire            |                        |                  | 180          | 1,02         |             |             |        |  |
|                                             | Candidats isolés       | Candidats isolés | 64           | 0,36         |             |             |        |  |
|                                             |                        |                  |              |              |             |             |        |  |
| Inscrits                                    | Inscrits               | Inscrits         | 24 976       | 100,00       | 24 976      | 100,00      |        |  |
| Abstentions                                 | Abstentions            | Abstentions      | 7 222        | 28,92        | 6 451       | 25,83       |        |  |
| Votants                                     | Votants                | Votants          | 17 754       | 71,08        | 18 525      | 74,17       |        |  |
| Blancs et nuls                              | Blancs et nuls         | Blancs et nuls   | 27           | 0,15         | 156         | 0,84        |        |  |
| Exprimés                                    | Exprimés               | Exprimés         | 17 727       | 99,85        | 18 369      | 99,16       |        |  |
| * Maire sortant                             |                        |                  |              |              |             |             |        |  |

Maire élu : Albert Catoire (FR)